# Signifikanzhose
Die Signifikanzhose ist ein sequentieller, statistischer Signifikanztest, der vom US-Militär entwickelt wurde. Die Bezeichnung leitet sich aus dem graphischen Auswertungsschema ab, das einer Hose ähnelt. Die Methode kann dazu verwendet werden, aus einer geringen Anzahl von Stichproben bzw. Befragungen (in der Regel nicht mehr als 30) durchaus signifikante Aussagen abzuleiten.

## Vorgehensweise

Beispielhafte Anwendung der Signifikanzhose: Nach Auftragen der Einzelstichproben ergibt sich bei einem angenommenen Markteintritt mit Produkt B eine Wechselwahrscheinlichkeit von ungefähr 50 %.

Die Signifikanzhose wird benutzt, wenn Tests oder Befragungen zwei mögliche Ergebnisse haben. Im Bereich des Marketing wird sie beispielsweise zur Einschätzung eines möglichen Produkterfolgs eingesetzt: Probanden werden befragt, ob sie ein altes Produkt A oder ein neues Produkt B bevorzugen. (In der Regel werden differenziertere Fragen gestellt, um im Nachhinein zu ermitteln, ob eine Person klar zu A oder klar zu B tendiert.) Graphisch werden dann die Einzelergebnisse in einem Hosenschema eingefügt (siehe Grafik). Dieses Schema basiert auf verschiedenen statistischen Auswertungen und ist, insbesondere für die Potentialanalyse im Marketingbereich, in dieser Form direkt einsetzbar.
Ausgehend vom Nullpunkt wird z. B. bei Präferenz A ein Schritt nach oben gewählt, bei Präferenz B ein Schritt nach rechts. Entwickelt sich die Sequenz nun graphisch eher ins linke "Hosenbein", so wird Option A präferiert; entsprechend Option B beim rechten Hosenbein. Da sich schon bei relativ kleinen Stichproben klare Aussagen ablesen lassen, ist die Signifikanzhose insbesondere bei geringen Marketingbudgets eine beliebte Möglichkeit, um Kundenbedürfnisse und Produktpotentiale zu analysieren.